# Valdas Urbonas
Valdas Urbonas (Panevėžys, 29 novembre 1967) è un allenatore di calcio, dirigente sportivo ed ex calciatore lituano, di ruolo difensore, commissario tecnico.

## Palmarès

### Giocatore

#### Club
- Coppa di Lituania: 1

Ekranas: 2000

### Nazionale
- Coppa del Baltico: 1

1991

### Allenatore

#### Competizioni nazionali
- Campionato lituano: 4

Ekranas: 2009, 2010, 2011, 2012
- Campionato lettone: 1

Spartaks Jūrmala: 2017
- Coppa di Lituania: 2

Ekranas: 2009-2010, 2010-2011
- Supercoppa di Lituania: 2

Ekranas: 2010, 2011